# Tadeusz Wereszczyński
Tadeusz Kajetan Wereszczyński (ur. 7 sierpnia 1894 w Krymidowie, zm. 28 października 1977) – major pilot obserwator inżynier Wojska Polskiego.

## Życiorys
Syn Władysława i Jadwigi z Wysockich. Studiował inżynierię mierniczą na Politechnice Lwowskiej. W 1913 został powołany do c. i k. Armii i wcielony do Morawskiego Pułku Piechoty Nr 81 w Igławie. W szeregach tego pułku walczył w czasie I wojny światowej. Na stopień podporucznika został mianowany ze starszeństwem z 1 września 1915 w korpusie oficerów rezerwy piechoty. W styczniu 1917 został przydzielony do szkoły obserwatorów w Wiener Neustadt. 1 marca 1917, po ukończeniu szkolenia, został przydzielony do 33. a później do 39. kompanii lotniczej. We wrześniu tego roku trafił do rumuńskiej niewoli. Jego oddziałem macierzystym był w dalszym ciągu 81. IR. W marcu 1918 został uwolniony z niewoli.
23 listopada 1918 wstąpił do Wojska Polskiego, otrzymał przydział do 6. eskadry wywiadowczej. W 1919 został skierowany na szkolenie w I Niższej Szkole Pilotów w Krakowie, a następnie w Wyższej Szkole Pilotów w Ławicy. Po jej ukończeniu otrzymał przydział do 59. eskadry lotniczej. Z tą jednostką wziął udział w wojnie polsko-bolszewickiej. 1 maja 1920 został awansowany na stanowisko dowódcy tej eskadry i sprawował to stanowisko do września. Następnie został przeniesiony do III ruchomego parku lotniczego, gdzie 20 listopada został zastępcą dowódcy i oficerem technicznym, a 15 września 1921 objął stanowisko komendanta tej jednostki.
1 sierpnia 1922 roku został przeniesiony do Oficerskiej Szkoły Obserwatorów Lotniczych w Toruniu, a 24 marca 1923 roku przeniesiono go do 1. pułku lotniczego w Warszawie. W 1925 został przeniesiony do 6. pułku lotniczego we Lwowie na stanowisko komendanta parku lotniczego. W lutym 1927 został wyznaczony na stanowisko zastępcy dowódcy tego pułku. W kwietniu 1928 został przeniesiony macierzyście do kadry oficerów lotnictwa z równoczesnym przydziałem do Lotniczej Szkoły Bombardowania i Strzelania w Bydgoszczy na stanowisko komendanta.
16 maja 1929 objął dowództwo 2. pułku lotniczego. W grudniu 1930 został zwolniony z zajmowanego stanowiska i oddany do dyspozycji dowódcy Okręgu Korpusu Nr V, a później do dyspozycji szefa Sztabu Głównego. Z dniem 29 lutego 1932 został przeniesiony w stan spoczynku. W 1934 był przydzielony do Oficerskiej Kadry Okręgowej nr VI jako oficer przewidziany do użycia w czasie wojny i pozostawał wówczas w ewidencji Powiatowej Komendy Uzupełnień Lwów Miasto.
W 1938 został mianowany zastępcą członka Okręgowej Komisji Wyborczej nr 70 we Lwowie przed wyborami parlamentarnymi w 1938.
Po II wojnie światowej mieszkał w Poznaniu.

## Ordery i odznaczenia
- Złoty Krzyż Zasługi (24 maja 1929)[13]
- Polowa Odznaka Obserwatora nr 6 (11 listopada 1928)[14]
- Krzyż Zasługi Wojskowej 3 klasy z dekoracją wojenną i mieczami (Austro-Węgry)[3]
- Srebrny Medal Waleczności 1 klasy (Austro-Węgry)[3]
- Krzyż Wojskowy Karola (Austro-Węgry)[3]